# USS Riley (DE-579)
USS Riley (DE-579) là một tàu hộ tống khu trục lớp Rudderow từng phục vụ cùng Hải quân Hoa Kỳ trong Chiến tranh Thế giới thứ hai. Nó là chiếc tàu chiến duy nhất của Hải quân Hoa Kỳ được đặt cái tên này, theo tên Đại úy Hải quân Paul James Riley (1913-1942), phi công phục vụ cùng Liên đội Ném ngư lôi VT-6 trên tàu sân bay USS Enterprise, từng được tặng thưởng Huân chương Chữ thập Bay Dũng cảm, đã tử trận vào ngày 4 tháng 6, 1942 trong Trận Midway và được truy tặng Huân chương Chữ thập Hải quân. Nó đã phục vụ cho đến khi chiến tranh kết thúc, xuất biên chế năm 1947, rồi được chuyển cho Đài Loan và tiếp tục phục vụ cùng Hải quân Trung Hoa dân quốc như là chiếc ROCS Tai Yuan (DE-27) (太原-Thái Nguyên) cho đến năm 1992. Con tàu cuối cùng bị bán để tháo dỡ vào năm 1996. Riley được tặng thưởng hai Ngôi sao Chiến trận do thành tích phục vụ trong Thế Chiến II.

## Thiết kế và chế tạo
Lớp Rudderow có thiết kế hầu như tương tự với lớp Buckley trước đó; vì giữ lại kiểu động cơ turbine-điện General Electric, cung cấp điện năng cho mô-tơ điện để dẫn động hai trục chân vịt. Lớp này còn được gọi là kiểu TEV, do hệ thống động lực Turbo-Electric và cỡ pháo 5-inch (V).
Dàn pháo chính được nâng cấp lên hai khẩu pháo 5 inch (130 mm)/38 cal trên hai tháp pháo nòng đơn, được phân bố một phía trước mũi và một phía sau tàu. Hỏa lực phòng không được nâng lên hai khẩu đội pháo phòng không Bofors 40 mm nòng đôi và mười pháo phòng không Oerlikon 20 mm. Vũ khí chống ngầm bao gồm một dàn súng cối chống tàu ngầm Hedgehog Mk. 10 (có 24 nòng và mang theo 144 quả đạn); hai đường ray Mk. 9 và tám máy phóng K3 Mk. 6 để thả mìn sâu. Con tàu vẫn giữ lại ba ống phóng ngư lôi Mark 15 21 inch (533 mm), và được trang bị radar SL dò tìm không trung và radar SC/SA dò tìm mặt biển. Thủy thủ đoàn đầy đủ bao gồm 15 sĩ quan và 168 thủy thủ.
Riley được đặt lườn tại Xưởng tàu Bethlehem-Hingham ở Hingham, Massachusetts vào ngày 20 tháng 10, 1943. Nó được hạ thủy vào ngày 29 tháng 12, 1943, được đỡ đầu bởi cô Mildred Laverne Riley, em gái Đại úy Riley, và nhập biên chế cùng Hải quân Hoa Kỳ vào ngày 13 tháng 3, 1944 dưới quyền chỉ huy của Hạm trưởng, Thiếu tá Hải quân Donald H. Johnson.

## Lịch sử hoạt động
Sau khi hoàn tất việc chạy thử máy huấn luyện tại khu vực Bermuda, Riley gia nhập Đội hộ tống 67 tại Norfolk, Virginia, và cho đến ngày 6 tháng 6, 1944 đã phục vụ như tàu huấn luyện dành cho thủy thủ đoàn các tàu hộ tống khu trục trong tương lai. Nó lên đường từ New York vào ngày 7 tháng 6 để hộ tống một đoàn tàu vận tải đi đến Norfolk, rồi khởi hành từ Hampton Roads vào ngày 23 tháng 6 để hộ tống cho Đoàn tàu UGS-46 vượt Đại Tây Dương để đi sang Địa Trung Hải. Đoàn tàu đi qua eo biển Gibraltar vào ngày 10 tháng 7, đối đầu với một đợt tấn công của Không quân Đức vào ngày 12 tháng 7 trước khi đi đến Bizerte, Tunisia vào ngày 13 tháng 7. Sau khi quay trở về Hoa Kỳ vào ngày 9 tháng 8, nó hoạt động thử nghiệm sonar tại khu vực New London, Connecticut cho đến ngày 29 tháng 8, và lên đường vào ngày hôm sau cho chuyến hộ tống vận tải vượt đại dương thứ hai sang Bizerte.
Quay trở về New York vào ngày 17 tháng 10, Riley cùng với Đội hộ tống 67 được điều sang khu vực Mặt trận Thái Bình Dương, và lên đường vào ngày 3 tháng 11. Băng qua kênh đào Panama, nó đi đến Bora-Bora vào ngày 25 tháng 11 trước khi đi đến Hollandia, thả neo tại vịnh Humboldt, New Guinea vào ngày 11 tháng 12.
Sau khi hoàn tất một chuyến hộ tống vận tải khứ hồi đến Leyte, Philippines từ ngày 19 tháng 12, 1944 đến ngày 2 tháng 1, 1945, 
Riley lên đường vào ngày hôm sau để hộ tống Lực lượng Hỗ trợ đi từ New Guinea đến Luzon. Trong thành phần Đội đặc nhiệm 78.9, nó hộ tống đoàn tàu băng qua eo biển Surigao vào ngày 9 tháng 1, bảo vệ họ khỏi sự tấn công của máy bay tự sát Kamikaze trong ngày 12 tháng 1, và đi đến khu vực vận chuyển tại vịnh Lingayen vào ngày hôm sau. Sau khi tuần tra tại khu vực đổ bộ trong hai ngày, rồi hộ tống một đoàn tàu rút lui về Leyte.
Lên đường vào ngày 26 tháng 1, Riley hộ tống cho Lực lượng tấn công "Mark VII" đi đến khu vực đổ bộ ở phía Nam Zambales, Luzon ba ngày sau đó, rồi tuần tra ngoài khơi các bãi đổ bộ San Antonio-San Felipe nhằm khóa chặt bán đảo Bataan ngăn không cho lực lượng Nhật Bản rút lui khỏi Manila. Quay trở lại Leyte trong đêm đó, con tàu hộ tống vận tải giữa các đảo tại Philippines cho đến ngày 20 tháng 3, khi nó rút lui về căn cứ tại quần đảo Admiralty và Palau, rồi quay trở lại Philippines vào ngày 5 tháng 4. Cho đến tháng 7, nó hộ tống các đoàn tàu vận tải tiếp liệu đi lại giữa Philippines và New Guinea. Vào ngày 7 tháng 7, con tàu rời Hollandia để hộ tống một đoàn tàu vận tải hướng đến Okinawa, và sau khi đến nơi vào ngày 23 tháng 7, nó lên đường hai ngày sau đó để trở lại Philippines.
Sau khi Nhật Bản chấp nhận đầu hàng vào ngày 15 tháng 8, giúp chấm dứt vĩnh viễn cuộc xung đột, Riley tiếp tục hộ tống một đoàn tàu vận tải đi Okinawa. Sau khi văn bản đầu hàng chính thức ký kết vào ngày 2 tháng 9, nó thực hiện hai chuyến hộ tống các tàu chở quân đưa lực lượng chiếm đóng đến Jinsen, Triều Tiên. Con tàu khởi hành vào giữa tháng 10 để quay trở về Hoa Kỳ, đi ngang qua Trân Châu Cảng trước khi về đến San Diego vào ngày 5 tháng 11. Nó được cho xuất biên chế vào ngày 15 tháng 1, 1947 và được đưa về Hạm đội Dự bị Thái Bình Dương, thoạt tiên neo đậu tại San Diego trước khi được chuyển đến sông Columbia, Oregon vào năm 1957.

### ROCSTai Yuan(DE-27)

Tàu Thái Nguyên trong biên chế Hải quân Đài Loan, không rõ thời gian

Riley được chuyển cho Trung Hoa dân quốc vào ngày 10 tháng 7, 1968 và phục vụ như là chiếc ROCS Thái Nguyên (DE-27) (太原-Tai Yuan). Con tàu còn có biệt danh "Tiểu Dương Tự Hiệu" (tiếng Trung: 小陽字號 - "Yang Jr."), hàm ý so sánh nó với lớp "Dương" (陽-Yang), nguyên là lớp tàu khu trục Gearing mà Hải quân Đài Loan cùng được chuyển giao, lớn hơn và hỏa lực mạnh hơn. Trong quá trình hoạt động, ngoài những vũ khí đối hạm và chống ngầm ban đầu, Thái Nguyên còn bổ sung thêm một dàn bốn ống phóng tên lửa đất đối không RIM-72C Sea Chaparral, là phiên bản trên hạm của kiểu tên lửa Chaparral.
Thái Nguyên được cải biến thành một tàu vận chuyển cao tốc trong thập niên 1970, rồi được chuyển sang vai trò kiểm ngư trong thập niên 1980. Nó ngừng hoạt động và bị tháo dỡ vào năm 1992.

## Phần thưởng
Riley được tặng thưởng hai Ngôi sao Chiến trận do thành tích phục vụ trong Thế Chiến II.
| Bronze star · Bronze star |  |             |
|                           |  | Bronze star |

| Huân chương Chiến dịch Hoa Kỳ                      | Huân chương Chiến dịch Hoa Kỳ        | Huân chương Chiến dịch Châu Á-Thái Bình Dương với 2 Ngôi sao Chiến trận | Huân chương Chiến dịch Châu Á-Thái Bình Dương với 2 Ngôi sao Chiến trận |
| Huân chương Chiến dịch Châu Âu-Châu Phi-Trung Đông | Huân chương Chiến thắng Thế Chiến II | Huân chương Chiến thắng Thế Chiến II                                    | Huân chương Giải phóng Philippine với 1 Ngôi sao Chiến trận             |